# George Gaidzik
George William Gaidzik (22 de febrero de 1885-25 de agosto de 1938) fue un saltador (natación) estadounidense que compitió en los Juegos Olímpicos de 1908 y los Juegos Olímpicos de 1912. Fue polaco de nacimiento. Ha sido el primer polaco en la historia que había ganado una medalla en los Juegos Olímpicos, cuando el país Polonia no existió.
En los Juegos Olímpicos de 1908 ganó una medalla de bronce en la prueba de trampolín de 3 metros y fue quinto en la prueba de plataforma de 10 metros.
Cuatro años más tarde, fue octavo en la prueba de trampolín de 3 metros, fue sexto en su serie de primera ronda en el evento de plataforma de 10 metros y el segundo en su serie de primera ronda en el evento de salto de altura llano, y no avanzó en ambas ocasiones.